# Pour sauver l'amour
 (mai 2025).
Motif : Où sont les sources secondaires attestant de la notoriété de cet album au regard des critères généraux ou spécifiques?
- Archive Wikiwix
- Bing
- Cairn
- DuckDuckGo
- E. Universalis
- Gallica
- Google
- G. Books
- G. News
- G. Scholar
- Persée
- Qwant
- (zh) Baidu
- (ru) Yandex
- (wd) trouver des œuvres sur Wikidata

| 1. | Préciser le motif de la pose du bandeau. | Précisez le motif de la pose du bandeau en utilisant la syntaxe suivante : {{admissibilité à vérifier\|date=mai 2025\|motif=remplacez ce texte par le motif}}                            |
| 2. | Informer les utilisateurs concernés.     | Pensez à avertir le créateur de l'article, par exemple, en insérant le code ci-dessous sur sa page de discussion : {{subst:avertissement admissibilité à vérifier\|Pour sauver l'amour}} |

L'Amour pour seule prière Je pardonnerai
Pour sauver l'amour est une chanson de Sheila sortie en téléchargement et en CD single promotionnel le 25 septembre 2012.
C'est le premier extrait du nouvel album de Sheila Solide sorti le 7 décembre 2012.

## Fiche artistique
- Titre : Pour sauver l'amour
- Paroles : Yves Martin
- Musique : Patrick Lemaitre
- Interprète d’origine : Sheila
- Studio d'enregistrement : studio Music Live Production de Montrouge
- Réalisation : Yves Martin & Bruno Dandrimont
- Guitare : Bruno Dandrimont
- Basse: Fred Wursten
- Chœurs : Yves Martin et Taki
- Mixage :
- Production : Yves Martin
- Année de production : 2012
- Éditeur : New Chance
- Parution : Septembre 2012
- Durée : 03:45

## Production
- CD Single promo  Warner, date de sortie : 25 septembre 2012.
- Conception de la photo de la pochette : Christophe Boulmé